# Maria José Dupré
Maria José Dupré, conocida también como Sra. Leandro Dupré, su seudónimo con el que firmaba sus libros (Botucatu, 1 de mayo de 1898 - Guaruja, 15 de mayo de 1984), fue una escritora, profesora, editora y feminista brasileña, más conocida por ser la autora de la novela Éramos Seis —adaptada en varias ocasiones para el cine y televisión— y por la serie de libros infantiles Cachorrinho Samba.

## Biografía
Nacida en la hacienda Bela Vista, localizada en el municipio de Botucatu, fue la hija de Antônio Lopes de Oliveira Monteiro y de Rosa de Barros Fleury Monteiro.
Aprendió a leer y a escribir gracias a las clases que le dio su madre y hermano mayor; además, en Botucatu tomó clases particulares de música y pintura en el Colégio dos Anjos. Por otro lado, su educación literaria también comenzó antes de ingresar en la escuela: sus padres, aunque no especialmente adinerados, tenían el hábito de la lectura y  de niña comenzó a tener contacto con textos clásicos en portugués y mundiales de autores como Eça de Queiroz, León Tolstói, Nietzsche, Rimbaud y Goethe, entre otros.
Se trasladó a la ciudad de São Paulo, donde asistió a la Escuela Normal Caetano de Campos donde se graduó de profesora. Su vida se inicia en la literatura después de casarse con el ingeniero Leandro Dupré.
En 1939, publicó los cuentos Meninas tristes bajo el seudónimo de Mary Joseph en el suplemento literario del periódico O Estado de S. Paulo, esta publicación fue alentada por su esposo, quien señalaba que sus relatos eran «cuentos orales» que merecían ser escritos.
Su primer trabajo literario se publicó en 1941 bajo el título O Romance de Teresa Bernard. Dos años después, lanzó Éramos Seis por el que llegó a recibir el Premio Raul Pompéia de la Academia Brasileña de Letras en 1944: 150–151  y el Premio José Ermírio de Moraes; esta obra posteriormente sería traducida a varios idiomas y adaptada en varias ocasiones para el cine y televisión, comenzando con una película argentina en 1945, y posteriormente en varias telenovelas.: 150–151 
En el año 1943, Dupré comenzó a publicar obras infantiles, como por ejemplo Aventuras de Vera, Lúcia, Pingo e Pipoca que también fue galardonada por la Academia Brasileña de Letras. En 1944, y junto a su esposo Leandro Dupré, se unió a Monteiro Lobato, Caio Prado Jr. y Artur Neves con el fin de fundar la editora Brasiliense.
Las obras dirigidas al público infantil se reforzaron con el lanzamiento de una serie que narra las aventuras del Cachorrinho Samba; aquí se encuentra O Cachorrinho Samba na Rússia, que ganó el Premio Jabuti de Literatura en 1964.
Además de su principal novela, se han traducido también a otros idiomas los libros Os Rodriguez y Gina, esta última también adaptada a la televisión.
Dupré fue un miembro de la directiva de la Empresa Paulista de Escritores y fue también vicepresidenta de la Creche Baronesa de Limeira y de la entidad benéfica Gota de Leite, trabajos que, aunque no necesariamente feministas, buscaban mejorar la participación femenina en los estados brasileños durante las décadas de 1930 y 1940.

## Obras

### Cuentos
- A Casa do Ódio (1951).

### Novela
- O Romance de Teresa Bernard (1941).
- Éramos Seis (1943).
- Luz e Sombra (1944).
- Gina (1945).
- Os Rodriguez (1946).
- Dona Lola (1949).
- Vila Soledade (1953).
- Angélica (1955).
- Menina Isabel (1965).
- Os Caminhos (1969).

### Literatura infantil y juvenil
- Aventuras de Vera, Lucia, Pingo e Pipoca (1943).
- A Ilha Perdida (1945).
- A Montanha Encantada (1945).
- O Cachorrinho Samba (1945).
- A Mina de Ouro (1946).
- O Cachorrinho Samba na Floresta (1950).
- O Cachorrinho Samba na Bahia (1957).
- O Cachorrinho Samba na Fazenda Maristela (1962).
- O Cachorrinho Samba na Rússia (1963).
- O Cachorrinho Samba Entre os Índios (1966).

### Conferencias
- Euclides - Marco Literário (1946).
- Lobato, Amigo das Crianças (1949).
- A Responsabilidade do Intelectual na Atualidade (1955).
- Os Animais na Literatura Infantil (1955).
- Grandes Vocações: Vital Brasil (1960).

### Prefacios
- Maria de Jorge Isaacs (1945).

### Planes de trabajo
- Apassionata (1952) con Guilherme de Almeida.